# Zorya
 (juillet 2010).
Si vous disposez d'ouvrages ou d'articles de référence ou si vous connaissez des sites web de qualité traitant du thème abordé ici, merci de compléter l'article en donnant les références utiles à sa vérifiabilité et en les liant à la section « Notes et références ».
Dans la mythologie slave, Zorya (Zarya, Zvezda, Zwezda) est le nom de trois (parfois deux) déesses gardiennes, connues comme les Aurores. Elles protègent et surveillent le chien du jour du jugement qui menace de manger la petite Ourse. Si les chaînes sont brisées et la constellation est dévorée, l'univers est amené à disparaître. Les Aurores représentent l'étoile du matin, l'étoile du berger et l'étoile de minuit, respectivement, bien que l'étoile de minuit soit parfois omise. Dans plusieurs mythes, la Zorya du matin est l'épouse de Myesyats, le dieu mâle de la lune, et la déesse principale. Dans d'autres mythes, les Zoryas sont des déesses vierges qui entourent le soleil (voir parhélie), et Myesyats est une déesse de la lune peu précise. Les Zorya sont associées avec le mariage, la protection et les exorcismes.

## Les trois Zorya
L'étoile du matin est Zorya Utrennyaya (ou bien Zvezda Danica, Zvezda Dennitsa, Zwezda Dnieca, Zvezda Zornitsa, Zora). Elle ouvre les portes du paradis au char du soleil le matin. Elle est décrite comme une guerrière armée de pied en cap et courageuse. Elle est la déesse patronne des chevaux, et elle est associée avec la planète Vénus. Elle est invoquée pour se protéger de la mort dans la bataille, et les prières adressées sont à peu près celle-ci « Défendez-moi, Ô jeune fille, avec votre voile, de l'ennemi, des arquebuses et des flèches… »
L'étoile du berger est Zorya Vechernyaya (ou bien Vecernja Zvezda, Zvezda Vechernaya, Zwezda Wieczoniaia, Zwezda Wieczernica, Zvezda Vechernitsa, Zarja). Elle ferme les portes du paradis chaque nuit quand le soleil revient de son voyage.
L'étoile de minuit est Zorya Polunochnaya (ou bien Zwezda Polnoca). Plusieurs légendes omettent cette Zorya, laissant seules l'étoile du matin et celle du berger. Chaque nuit, le soleil meurt dans les bras de la Zorya de minuit et est ramené à la vie. Elle est la déesse de la mort, de la renaissance, de la magie, du mystique et de la sagesse.
Les Zorya sont parfois associées avec l'archétype mythique de la Déesse triple : la Zorya du matin, la Zorya du berger et la Zorya de minuit représentant la jeune fille, la mère et la vieille femme respectivement.

## Dans la culture populaire
Le roman, American Gods, par Neil Gaiman, présente les trois Zorya parmi les divinités existantes.
Zorya est aussi le personnage principal de la série de romans graphiques nommée « L'Épée de Cristal », écrite par Goupil et dessinée par Crisse, publiée par les Éditions Vents d'Ouest.
Zvezda Dennitsa est le nom d'un personnage des Comics de Marvel, un membre d'une équipe russe, les Bogatyri.